# Empoasca gibsoni
Empoasca gibsoni är en insektsart som beskrevs av Ross 1959. Empoasca gibsoni ingår i släktet Empoasca och familjen dvärgstritar. Inga underarter finns listade i Catalogue of Life.